# Chapman & Hall
Chapman & Hall Ltd. war ein englischer Buch- und Zeitschriftenverlag mit Sitz in London.
1830 gegründet bestand Chapman & Hall Ltd. bis Ende der 1980er-Jahre eigenständig, bis er als Imprint zunächst in der kanadischen Thomson Corporation aufging und 1998 an die amerikanische CRC Press verkauft wurde. Seitdem verlegt CRC Press wissenschaftliche Publikationen unter dem Namen Chapman & Hall.
Zu den bekanntesten Autoren des Verlags gehörte der Schriftsteller Charles Dickens, dessen Werke Chapman & Hall mit Unterbrechung ab 1836 bis zu Dickens Tod im Jahr 1870 verlegte.

## Geschichte

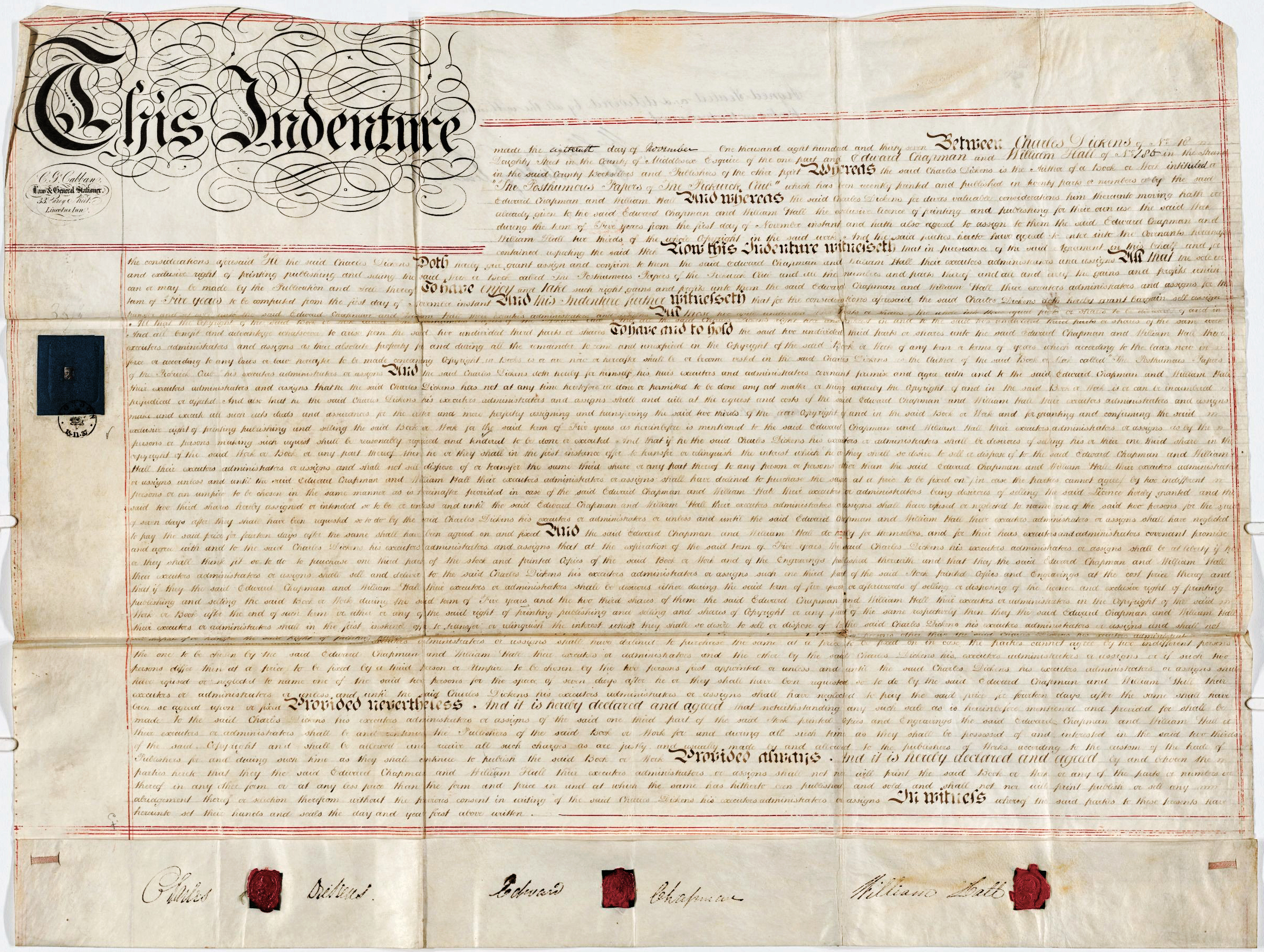
Handschriftlicher Vertrag zwischen Chapman & Hall und Charles Dickens zur Veröffentlichung von dessen Debütroman Die Pickwickier (1837)

Chapman & Hall wurde 1830 von den Unternehmern Edward Chapman (1804–1880) und William Hall (vermutlich 1801–1847) zunächst als Buchhandlung mit angeschlossener Druckerei gegründet. Die Buchhandlung befand sich anfangs in der Londoner Strand No. 186, ab 1851 dann in der Piccadilly No. 193. 1836 nahm der Verlag den damals noch unbekannten Charles Dickens unter Vertrag und veröffentlichte dessen Erstlingswerk Die Pickwickier; die Geschichte erschien wie die meisten späteren Werke Dickens' zunächst als Fortsetzungsroman, im darauffolgenden Jahr dann auch als Gesamtausgabe.
Nach William Halls Tod im Jahr 1847 wurde Edward Chapmans Cousin Frederic Chapman neuer Teilhaber des Verlags und führte ihn von 1864 an schließlich alleine, nachdem sich Edward Chapman zur Ruhe gesetzt hatte. Vier Jahre später erwarb der Autor Anthony Trollope, dessen Bücher Chapman & Hall zu dieser Zeit selbst verlegte, ein Drittel der Unternehmensanteile für seinen Sohn Henry Merivale.
Von 1902 bis 1930 war Arthur Waugh – Vater des Schriftstellers Evelyn Waugh, der während dieser Zeit selbst bei Chapman & Hall unter Vertrag stand – Geschäftsführer des Verlags. In den 1930er-Jahren fusionierte Chapman & Hall mit dem ebenfalls in London ansässigen Methuen-Verlag, mit dem er 1955 Teil des Verlagshauses Associated Book Publishers wurde. Letzteres wurde 1987 von der kanadischen Thomson Corporation aufgekauft, die Chapman & Hall als Imprint in ihre Sparte Thomson Scientific and Professional eingliederte.
1998 übernahm der niederländische Informationsdienstleister Wolters Kluwer die Thomson'sche Wissenschaftssparte und verkaufte sie seinerseits noch im selben Jahr an die amerikanische CRC Press weiter. CRC Press veröffentlicht seither in einer eigenen Verlagssparte wissenschaftliche Publikationen vor allem in den Bereichen Mathematik und Statistik unter dem Namen Chapman & Hall.

### Bekannte Autoren
Von 1836 bis '44 und wiederum von 1858 bis '70 verlegte Chapman & Hall die Werke Charles Dickens'. Während dieser Zusammenarbeiten erschienen etwa dessen Debütroman Die Pickwickier (1837), außerdem Eine Weihnachtsgeschichte (1843), Eine Geschichte aus zwei Städten (1859) und Große Erwartungen (1861) im Verlag.
Darüber hinaus führte Chapman & Hall mit William Thackeray, Elizabeth Barrett Browning und Anthony Trollope einige weitere namhafte Autorinnen und Autoren vor allem des viktorianischen Englands in seinem Programm.